# Michael Bauer (Synchronsprecher)
Michael Bauer (* 25. Dezember 1956) ist ein deutscher Synchronsprecher und Sänger.

## Leben
Insgesamt hat Bauer mehr als 700 Rollen in Filmen, Serien und Hörbüchern gesprochen. Bekannte Sprechrollen hatte er unter anderem in Office Girl, Desperate Housewives, William Shakespeares Romeo + Julia und Hollywood Cops. Weiterhin ist er in einigen Werbespots zu hören, zum Beispiel für die Eurocard und die Berliner Bank. Zudem ist er seit dem Sendestart im Jahr 2005 die Stationvoice des Kindersenders Nickelodeon. Des Weiteren hatte er einige Sprechrollen in der Zeichentrickserie SpongeBob Schwammkopf.

## Sprechrollen (Auswahl)

### Filme
- 1995: Patrick Bristow als Marty Jacobsen in Showgirls
- 1995: William Bumiller als Türsteher in Species
- 1998: John Scott Clough als Wissenschaftler Shane in Phantoms
- 1999: Peter Aitchinson als Peter Aitchinson in Gnadenlos schön
- 1999: John DeMita als Harry Y. Esterbrook in Wer Sturm sät
- 2000: Paddy Considine als Ray in Born Romantic
- 2000–2014: Isshin Chiba als Inspektor Chiba in Detektiv Conan–Filmreihe
- 2001: John Leguizamo als Toulouse-Lautrec in Moulin Rouge
- 2002: Marcus DeJohn als Bill in Hilfe, ich habe ein Date!
- 2008: Jeff Galpin als Polizist #2 in Das gelbe Segel
- 2009: Jean-Noël Brouté als Mickey in Vorsicht Sehnsucht
- 2011: Glenn Lefchak als John Storrow in Bag of Bones
- 2011: J. D. Evermore als Smith in 51
- 2012: Joshua De La Garza als Martin Nunez in Alexandre Ajas Maniac
- 2012: John Hasler als Radiomoderator in Storage 24
- 2014: Branwell Donaghey als Gittens in Black Sea
- 2016: Stavros Demetraki als Philippus in Auferstanden

### Serien
- 1994–1996: Paul Schrier als Farkus „Bulk“ Bulkmeier in Mighty Morphin Power Rangers
- 1996: Paul Schrier als Farkus „Bulk“ Bulkmeier in Power Rangers Zeo
- 1997–1998: Paul Schrier als Farkus „Bulk“ Bulkmeier in Power Rangers Turbo
- 2007: Stephen O’Mahoney als Notarzt in Desperate Housewives
- 2008: Taylor Nichols als Dr. Erik Stammel in Prison Break
- 2011: Josh Keaton als Sprecher am Rennstart in Transformers: Prime
- 2012: Peter Basham als SKY-Reporter in Sherlock
- 2013: Sunkrish Bala als Caleb Subramanian in The Walking Dead
- 2014: Kovar McClure als Thomas Myers in Rake
- 2015–2016: Austin Nichols als Spencer Monroe in The Walking Dead
- 2016: Donald Sage Mackay als John Watson in Masters of Sex